# 사법정보화연구회
사법정보화연구회는 판사로 이루어진 연구회이다. 재판업무에 쓰이는 컴퓨터 업무프로그램의 활용기법 개발과 공유를 통한 업무능률 향상 등을 추구하며, 전자소송
, 스마트워크 등 다양한 IT 관련 이슈를 연구 대상으로 포괄하고 있다. 사법정보화 커뮤니티라고 불리기도 한다. 사법부 내에서 가장 규모가 큰 커뮤니티 중의 하나로서 회원 수는 3백명을 넘으며 연간 1~2회의 공식 세미나 등을 개최한다.

## 역사
2000. 7. 19. 대법원 행정예규로 "전문분야연구회의 구성 및 지원에 관한 예규"가 제정되고, 법관들의 연구분위기를 조성하고 재판업무 수행에 도움이 되는 자료 및 연구성과를 축적함으로써 재판업무의 충실화, 효율화, 신속화를 도모하기 위하여 필요하다는 취지에서 사법정보화가 11개의 전문분야의 하나로 지정되어, 같은 해 8월 사법정보화연구회가 창립되었으며 곽동효 당시 서울고등법원 부장판사가 초대회장이 되었다.  현 회장은 노태악 서울고등법원 부장판사이며(2011. 4.~), 전자투표로써 선출되었다.

## 세미나 및 법관연수
- 2011년 11월에는 SNS의 진화와 집단지성, SNS와 법관윤리를 주제로 제10회 원외 세미나를 개최하였다.
- 2011년 5월 개최한 법관연수는 스마트워크와 전자소송을 주제로 하였다.
- 2010년 11월 개최한 제9회 세미나는 전자적 재판 환경 및 모바일 시대의 이해를 주제로 하였다.[6]
- 2009년 10월 개최한 제8회 세미나는 정보화시대에서의 증거법을 주제로 하였다.
- 2008년 10월 개최한 제7회 세미나는 정보화의 과거, 현재 및 미래 및 보안을 주제로 하였다.